# Ernst Danz

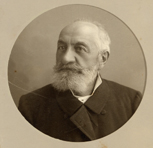
Ernst Danz (um 1880)

Ernst Danz (* 19. Oktober 1822 in Neustadt, Westpreußen; † 28. Mai 1905 in Iserlohn) war ein deutscher Gymnasiallehrer und Naturschützer.
Der Sohn eines Landwirtschaftsbeamten studierte in Jena, Halle und Berlin Theologie und Philologie und war Lehrer in Siegen und Hagen. 1863 wechselte er an das Iserlohner Realgymnasium (heute Märkisches Gymnasium Iserlohn), wo er 1880 Gymnasialprofessor wurde. Danz verrichtete bis in das hohe Alter von 79 Jahren seinen Dienst.
Der Gründer der Abteilung Iserlohn des Sauerländischen Gebirgsvereins galt in seiner Zeit als herausragender Naturschützer. Die Stadt Iserlohn ernannte ihn 1902 wegen seiner pädagogischen und öffentlichen Verdienste zum Ehrenbürger. Danz, Träger des Roten Adlerordens, wurde 1909 mit dem Danzturm ein Denkmal gesetzt. Die Iserlohner Straße Danzweg ist ebenfalls nach ihm benannt.

## Schriften
- Ein Wort zur Dramaturgie. Ueber die Hindernisse, welche sich der historischen Tragödie entgegenstellen, 1871 Digitalisat